# ルートヴィヒ・リース
ルートヴィヒ・リース（Ludwig Riess, 1861年12月1日 - 1928年12月27日）は、ドイツのユダヤ系歴史学者、お雇い外国人。

## 経歴
プロイセン王国・西プロイセンのドイチュ・クローネ（現在のポーランド・西ポモージェ県ヴァウチ）生まれ。
ベルリン大学のレオポルト・フォン・ランケのもとで、厳密な史料批判を援用する科学的歴史学の方法を学ぶ。
1887年、26歳の時に東京帝国大学史学科講師として来日。科学的歴史学の方法を教えるとともに、1889年の史学会創設を指導した。1902年まで日本に滞在し、慶應義塾大学、陸軍大学校でも教えた。妻は来日時に結婚した大塚ふくで、一男四女をもうけた。
帰国後はベルリン大学講師、次いで助教授となり、新聞に日本事情を伝える連載をもった。帰国の際には一人息子の応登（オットー）だけを伴った。1928年、ベルリンにおいて享年67歳で死去。
経済学者阿部秀助はリースの娘を妻とし、リース『欧州近世史』を日本語訳している。

## 著書
- 『日本雑記』
- 『近代日本発展史』
- 『欧州近世史』
- 『世界歴史』

### 日本語文献
- 『ドイツ歴史学者の天皇国家観』原潔・永岡敦訳、新人物往来社、1988年／講談社学術文庫、2015年
- 『わが父はお雇い外国人　加藤政子談話筆記　L・リース書簡集』 金井圓・吉見周子共編著、合同出版、1978年